# Chrysotus harmstoni
Chrysotus harmstoni är en tvåvingeart som beskrevs av Henk J.G. Meuffels och Patrick Grootaert 1999. Chrysotus harmstoni ingår i släktet Chrysotus och familjen styltflugor.
Artens utbredningsområde är Kalifornien. Inga underarter finns listade i Catalogue of Life.